# Internationella civila luftfartsorganisationen
Internationella civila luftfartsorganisationen (engelska: International Civil Aviation Organization, ICAO) är ett specialorgan inom Förenta nationerna (FN). Organisationens syfte är att underlätta internationell luftfart och bidra till ökad flygsäkerhet genom att fastställa gemensamma regler och standarder. Huvudkontoret ligger i Montréal i Kanada och ett regionalt kontor finns i Paris. De flesta av världens länder är medlemmar i ICAO.
Den första större internationella konferensen om reglering av luftfart hölls i Paris 1910, med deltagare från 18 länder. Där enades man om grundläggande principer.
År 1944 samlades 54 stater i Chicago vid "International Civil Aviation Conference". Den 7 december samma år signerades Chicagokonventionen av 32 stater. ICAO grundades formellt 1947.
ICAO granskar medlemsstaternas myndigheter för att säkerställa att de uppfyller internationella åtaganden och arbetar enligt fastställda standarder.

## Chicagokonventionen
Den ursprungliga överenskommelsen mellan 52 medlemsstater undertecknades 1944 i Chicago och trädde i kraft 1947. Konventionen, känd som Chicagokonventionen, har reviderats flera gånger, senast år 2000.

### Bilagor
Konventionen har 18 bilagor (ej översatta till svenska) som anger "standards" (skall-krav) och "recommended practices" (bör-krav). Ett medlemsland kan avvika från en standard, men måste då meddela ICAO, som informerar övriga länder om avvikelsen. Bilagorna revideras vid behov efter remiss till medlemsländerna.
- Annex 1 – Personnel Licensing / Licences du personnel
- Annex 2 – Rules of the Air / Règles de l'air
- Annex 3 – Meteorological Service for International Air Navigation / Assistance météorologique à la navigation aérienne internationale
- Annex 4 – Aeronautical Charts / Cartes aéronautiques
- Annex 5 – Units of Measurement to be Used in Air and Ground Operations / Unités de mesure à utiliser dans l'exploitation en vol et au sol
- Annex 6 – Operation of Aircraft / Exploitation technique des aéronefs
- Annex 7 – Aircraft Nationality and Registration Marks / Marques de nationalité et d’immatriculation des aéronefs
- Annex 8 – Airworthiness of Aircraft / Navigabilité des aéronefs
- Annex 9 – Facilitation / Facilitation
- Annex 10 – Aeronautical Telecommunications / Télécommunications aéronautiques
- Annex 11 – Air Traffic Services / Services de la circulation aérienne
- Annex 12 – Search and Rescue / Recherches et sauvetage
- Annex 13 – Aircraft Accident and Incident Investigation / Enquêtes sur les accidents et incidents d’aviation
- Annex 14 – Aerodromes / Aérodromes
- Annex 15 – Aeronautical Information Services / Services d’information aéronautique
- Annex 16 – Environmental Protection (Aircraft Noise) / Protection de l’environnement
- Annex 17 – Security: Safeguarding International Civil Aviation Against Acts of Unlawful Interference / Sûreté. Protection de l’aviation civile internationale contre les actes d’intervention illicite
- Annex 18 – The Safe Transport of Dangerous Goods by Air / Sécurité du transport aérien des marchandises dangereuses
- Annex 19 – Safety Management

En bilaga förbjuder beskattning av flygbränsle inom internationell luftfart.
Rättigheterna för flygbolag att flyga utanför hemlandet kallas luftens friheter.

## Andra dokument
ICAO publicerar även många handböcker inom organisationens ansvarsområden. Organisationen definierar också Q-förkortningarna inom "QAA–QNZ", reserverade för aeronautisk trafik.
Medlemsländer förväntas följa ICAO:s annex, men måste redovisa avvikelser i Annex 2 och i landets AIP (Aeronautical Information Publication).
ICAO har ansvar för internationella standarder för pass; detta uppdrag har delegerats av FN. Frågan om passens säkerhetsnivå är kontroversiell, särskilt då USA ställer höga krav.